# Court n° 1 du stade Roland-Garros
Le court no 1, d'abord appelé court central bis, est un ancien court de tennis du stade Roland-Garros, à Paris, en France. Inauguré en 1980, il fut démoli en 2019.

## Histoire

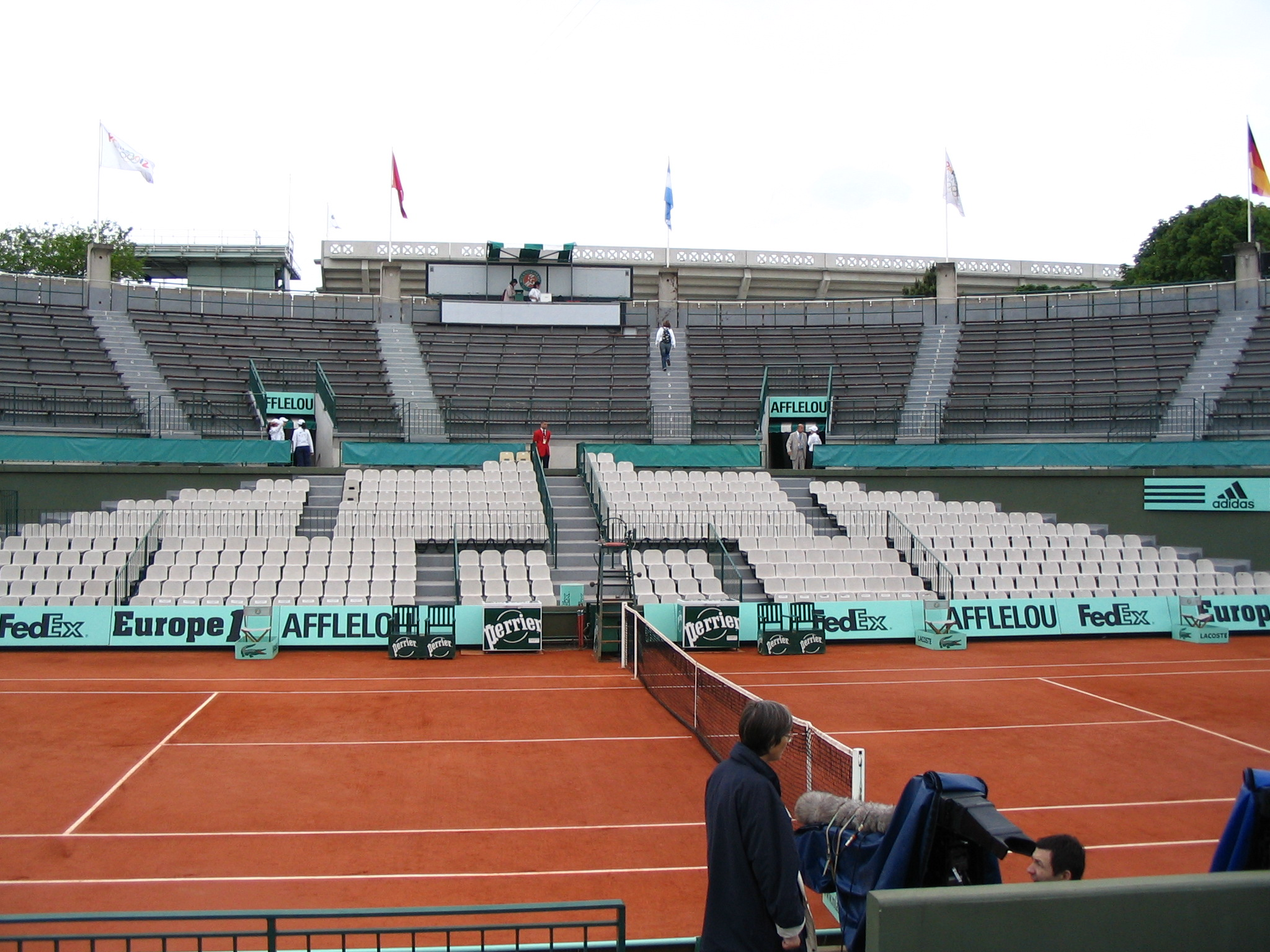
Le court n°1 en mai 2005.

Le court n°1 est construit sur l'emplacement de l'institut Marey de 1978 à 1980 selon une forme arrondie,.
Jean Borotra, l'un des « Quatre Mousquetaires », vainqueur de 18 tournois du Grand Chelem en simple et en double dont Roland-Garros en simple en 1931, l'inaugure en mai 1980
Il est détruit en 2019 dans le cadre de la modernisation du stade, en parallèle de la construction du court Simonne-Mathieu.
A l’issue du tournoi 2019, certains éléments du court ont été recyclés et mis en vente au profit de l’association de Marie-Claire et Yannick Noah Les Enfants de la Terre : des sacs et des pochettes créés avec des bâches de fond de court ainsi que des sièges à partir des gradins.

## Description

Le plan du court no 1.

Le court no 1 était doté à l'origine de 4 300 places, ce qui le plaça en 2e position après le court central Philippe-Chatrier.
Il devient le 3e court principal après la construction du court Suzanne-Lenglen en 1994.
Durant sa dernière année d'activité, en 2019, il est considéré comme un court annexe ce qui le rend accessible à tous les spectateurs.
Les noms des vainqueurs du tournoi étaient inscrits en lettres de bronze en haut du stade (depuis le Britannique H. Briggs en 1891 jusqu’à Rafael Nadal, en 2018), côté extérieur sur des acrotères en béton. Trois plaques sont restés libres, le système ayant pu accueillir le nom des vainqueurs jusqu'en 2021. Des drapeaux sont hissés sur le pourtour supérieur de la tribune circulaire.
La configuration des tribunes lui donnait l'allure d'une arène et du fait de la proximité entre les spectateurs et le terrain, l'ambiance y était souvent animée et particulière.